# Disney Music Group
El Disney Music Group (antes Buena Vista Music Group) es una colección de sellos discográficos asociados, todos subsidiarias de  The Walt Disney Company. El director del grupo es Ken Bunt, quien trabaja para Alan Bergman, director de The Walt Disney Studios.
La cantante Hilary Duff sigue siendo el artista con más ventas en el grupo, aunque ya no está afiliada a él.

## Sellos
El grupo incluye:
- Buena Vista Records, sello dedicado exclusivamente a soundtracks de la mayoría de los musicales en vivo de Disney, como Mary Poppins, The Happiest Millionaire, Summer Magic, y Babes in Toyland
- Walt Disney Records, el sello insignia del grupo, fundado en 1956 como Disneyland Records.
- Hollywood Records, focalizándose en el rock, pop, y artistas adolescentes. Este sello pone a la venta discos de artistas como Demi Lovato, Jonas Brothers, Selena Gomez & the Scene, Corbin Bleu, Jesse McCartney, Aly & AJ, Jordan Pruitt, Vanessa Hudgens, Alexa Vega, Breaking Benjamin, Honor Society Ballas Hough Band, Bridgit Mendler Sabrina carpenter, Zendaya y Martina Stoessel.

- Lyric Street Records, un sello de música country fundado en Nashville con artistas como Rascal Flatts y SHeDAISY.
- Mammoth Records, fundado en Carolina del norte, aún tiene artistas conocidos como Los Lobos entre sus permanentes.
- Walt Disney Music Publishing el cual controla las composiciones musicales para las películas de Disney. Sus divisiones incluyen Walt Disney Music Company, Wonderland Music Company, Seven Peaks Music, Seven Summits Music, Touchstone Pictures Music & Songs, Hollywood Pictures Music, HolPic Music, Buena Vista Music Company, Fuzzy Muppet Songs, Mad Muppet Melodies, Agarita Music, FFM Publishing, F T S Music, Saban Music U.S.A., ABC Family Music, Falferious Music, Five Hundred South Songs, Balanga Music y otras.

## Artistas ocasionales
Son aquellos que hacen un contrato con Disney Enterprises, únicamente para la producción de uno o varios soundtracks para una película o serie de Disney o sus filiales, estando así en otra discografía que no sea la antes mencionada o alguna de sus filiales. Por lo cual Disney y sus asociados tienen el derecho de reproducción total de la canción, la cual es propiedad total de The Walt Disney Company, sin embargo el artista puede incluir esta canción en una gira o álbum, utilizando el derecho de propiedad intelectual de Disney.
Ejemplos:
- Lana Del Rey interpretando Once Upon a Dream para la película Maléfica
- Avril Lavigne interpretando Alice para la película Alicia en el país de la maravillas
- Anneliese van der Pol interpretando Over It para la película Stuck in the Suburbs
- Emily Osment interpretando Hero In Me para la película Dadnapped
- Juanes interpretando Juntos (Together) para la película McFarland, USA.

## Distribución
El Disney Music Group no tiene su propia red de distribución. En Norteamérica y  Asia (excluyendo Japón), Universal es quien distribuye sus discos, Avex Group en Japón y, desde septiembre de 2005, EMI en el Reino Unido. En el pasado, Sony Music fue un distribuidor de Hollywood Records en Asia.